# Metalorryia armaghensis
Metalorryia armaghensis är en spindeldjursart som först beskrevs av Baker 1968.  Metalorryia armaghensis ingår i släktet Metalorryia, och familjen Tydeidae. Arten är reproducerande i Sverige.